# Jenny und der Herr im Frack
Jenny und der Herr im Frack ist eine deutsche Kriminalkomödie von Paul Martin aus dem Jahr 1941.

## Handlung
Versicherungsdetektiv Peter Holm von der Versicherung Merkur ist dem Dieb Robert Makaroff auf der Spur, der es auf eine wertvolle Perle abgesehen hat, die bei der Merkur hoch versichert wurde. Die Perle ist inzwischen als Schenkung an die Tänzerin Lilly Hegedüsch übergegangen, gehörte zuvor jedoch Graf Palfi. Bei Palfi wird eingebrochen, kurz zuvor wurde die Perle einer Frau unter der Hand zum Verkauf angeboten. Peter Holm weiß nun, dass Makaroff die Perle stehlen muss, um sein Geschäft perfekt machen zu können. Um Makaroff stellen zu können, lässt er in der Zeitung einen Artikel drucken, der Lilly Hegedüsch als neue Besitzerin der Perle vorstellt. Lilly wird in Kürze an einem Briefmarkenkongress in Kopenhagen teilnehmen und Peter will ihr in dieser Zeit nicht von der Seite weichen. Peters Chef Brink ist jedoch wenig begeistert und entlässt ihn, da er den Dieb auf die Spur der Perle gebracht hat. Nicht zuletzt wird die Entlassung durch Brinks Tochter Jenny forciert, die gerade erst eine Ausbildung zur Kriminalistin abgeschlossen hat und unter Decknamen nach Kopenhagen reist, um Makaroff zu stellen. Peter hat sich bereits im Büro in sie verliebt und Vater Brink die Hochzeit mit Jenny verkündet – und macht Jenny unerkannt im Zug den ersten Heiratsantrag, den sie ablehnt.
In Kopenhagen trifft Peter nicht nur mit Lilly zusammen, die er in seinen Plan einweiht, sondern sieht nach langer Zeit auch seinen früheren Schulfreund Willy Krag, einen passionierten Briefmarkensammler, wieder. Zudem trifft der Bischof ein, der kurz zuvor noch aus terminlichen Gründen seine Teilnahme am Kongress abgesagt hatte. In Wirklichkeit handelt es sich bei seiner Eminenz jedoch um Robert Makaroff, der unerkannt die Perle stehlen will. Verschiedene Zufälle führen dazu, dass Jenny Peter für Makaroff hält. Da sie ihn nur dann beachtet, wenn sie ihn als Verbrecher stellen will, lässt Peter sie immer wieder glauben, dass er tatsächlich der gesuchte Verbrecher sei. Gleichzeitig wirbt er um sie, lädt sie zum Verlobungsessen und bestellt bereits die Ringe, während er gleichzeitig versucht, Makaroff zu identifizieren. Beim Abschlussfest des Kongresses will Peter Makaroff mit einem Trick stellen, doch wird Peter im entscheidenden Moment von der Polizei auf Jennys Betreiben hin verhaftet. Erst jetzt offenbart sich Peter Jenny. Jennys Vater wiederum erscheint und erklärt Jenny, der Mitgiftjäger Peter habe die ganze Zeit gewusst, wer sie sei. Im Trubel gelingt es Makaroff, Lilly die Perle zu stehlen und das Schmuckstück über seine Hintermänner aus dem Hotel zu schmuggeln.
Über einen Mittelsmann erfährt Jenny, dass die Perle in Zigarren versteckt ist. Peter wiederum hat gesehen, wie einer der Mittäter einem anderen die Zahl 41 auf einen Zettel geschrieben hat. Er folgt einem Verdächtigen zum Bahnhof und kann dort einen Koffer mit der Nummer 41 durchsuchen, findet darin jedoch nichts Verdächtiges. Eine Zigarrendose ist noch versiegelt. Jenny will unterdessen von Peter enttäuscht abreisen, ihm jedoch nichts von ihrem Wissen über den Verbleib der Perle verraten. Auch Brinks Zureden, der längst von den redlichen Absichten Peters überzeugt ist, nützt nichts. Willy Krag kann unterdessen den Bischof als Schwindler entlarven, wollte der ihm doch eine extrem seltene Marke für zwei wertlose Stücke überlassen. Am Bahnhof versöhnen sich Jenny und Peter und er erfährt von ihr das Versteck der Perle in Zigarren. Der Koffer mit der Nummer 41 wird in das Abteil des Bischofs gebracht und Jenny und Peter finden die Perle im Koffer. Der Bischof bedroht sie mit einer Pistole, wird jedoch kurz darauf von der durch Krag alarmierten Polizei in Gewahrsam genommen. Für Jenny und Peter gibt es ein Happy End und auch Willy Krag ist glücklich: Von der hohen Belohnung, die auf Makaroffs Kopf ausgesetzt war, kann er sich endlich eine besonders seltene Briefmarke leisten.

## Produktion
Jenny und der Herr im Frack entstand nach einer Kriminalkomödie von Georg Zoch, der auch am Drehbuch beteiligt war. Die Dreharbeiten fanden vom 12. Juni bis August 1941 in der Umgebung von Prag sowie in den Bavaria Filmstudios statt. Am 25. November 1941 wurde der Film in den Schweden-Lichtspielen in Wien uraufgeführt.
Der Film zählt zu den wenigen deutschen Kriminalfilmen, die während der NS-Zeit in die Kinos kamen. „[D]as Genre erfreute sich bei den Nazis keiner großen Beliebtheit. Kriminelle durfte es offiziell nicht geben, und den strahlenden deutschen Kinostars wollte man nicht zumuten, Schurken oder Verbrecher zu spielen.“ Wie in den meisten Fällen wurde der Polizist auch in Jenny und der Herr im Frack zu einem Privatermittler.
Im Film sind verschiedene Lieder zu hören: Johannes Heesters singt Armer Musikant singt ein Lied von der Liebe und Hilde Hildebrand interpretiert So war die Frau von Eschebach. Die Liedtexte schrieben Charles Amberg und Bruno Balz. Zudem ist das Stück Sport und Musik zu hören.
Jürgen Trimborns Johannes-Heesters-Biografie Der Herr im Frack nimmt im Titel Bezug auf den Filmtitel.

## Kritik
„Freche, flott gespielte und inszenierte Kriminalkomödie mit Musik“, befand der film-dienst. Cinema nannte den Film eine „flott gespielte Komödie aus der Ufa-Fabrik“.